# カデル・エヴァンス
カデル・リー・エヴァンス（Cadel Lee Evans、1977年2月14日 - ）は、オーストラリア・ノーザンテリトリー、キャサリン (ノーザンテリトリー)出身の自転車競技選手。

## 経歴

### 2006年シーズンまで
1993年
- オーストラリア選手権 U-17 XC MTB　優勝

1994年
- マウンテンバイク世界選手権・ジュニア部門
  - クロスカントリー(XC) 2位

1995年
- ジュニア世界選手権自転車競技大会
  - ロード個人タイムトライアル(ITT) 3位
- マウンテンバイク世界選手権・ジュニア部門
  - XC 3位

1996年
- マウンテンバイク世界選手権・ジュニア部門
  - XC 3位

1997年
- マウンテンバイク世界選手権・U23部門
  - XC 2位

1998年
- UCIマウンテンバイクワールドカップ XC部門総合優勝

1999年
- UCIマウンテンバイクワールドカップ XC部門総合優勝
- ツアー・オブ・タスマニア 総合優勝(第3ステージ 優勝)
- マウンテンバイク世界選手権・U23部門
  - XC 2位

2000年
- シドニーオリンピック、クロスカントリー 7位

2001年、サエコ・マッキーネ・ペル・カッフェと契約。
- オーストリア一周 総合優勝
- ブリクシア・ツアー 総合優勝
- ジャパンカップ 2位

2002年、マペイ・クイックステップに移籍。
- ツアー・ダウンアンダー  山岳賞・区間1勝(第5)・総合4位
- セッティマーナ・インテルナツィオナーレ・ディ・コッピ・エ・バルタリ 総合3位
- バスク一周 総合6位
- ツール・ド・ロマンディ 総合3位
- ジロ・デ・イタリアの第16ステージで総合首位に立ちマリア・ローザを着用、最終的には総合14位となる。
- コモンウェルスゲームズ
  - ITT 優勝
  - 個人ロード 2位

2003年、テレコム（後のチーム・HTC - ハイロード）に移籍。
- ツアー・ダウンアンダー  山岳賞

2004年
- ブエルタ・ア・ムルシア 総合3位
- オーストリア一周 総合優勝
- ジロ・ディ・ロンバルディア 4位

2005年、ダヴィタモン・ロット（後のロット・ベリソル）に移籍。
- パリ〜ニース 総合8位
- フレッシュ・ワロンヌ 9位
- リエージュ〜バストーニュ〜リエージュ 5位
- ツール・ド・フランス 総合8位。ちなみにオーストラリア国籍の選手がツールの総合成績でベスト10入りしたのは、フィル・アンダーソン以来のこと。
- ドイツ・ツアー 区間1勝(第7)・総合5位

2006年
- バスク一周 総合8位
- ツール・ド・ロマンディ 区間1勝(第5)・総合優勝
- ツール・ド・スイス 総合10位
- ツール・ド・フランス 総合5位
- ツール・ド・ポローニュ 総合2位

### 2007年シーズン
- パリ〜ニース 総合7位
- ツール・ド・ロマンディ 総合4位
- ドーフィネ・リベレ 総合2位
- 2007年のツール・ド・フランスでは、リドレーに乗り、第17ステージで総合トップに立ったアルベルト・コンタドールに続いて2位につけ、第19ステージの個人TTを終わった時点ではコンタドールに23秒差にまで迫ったが、惜しくも総合2位に終わった(第13ステージの個人TTで2位だったが、ステージ優勝のアレクサンドル・ヴィノクロフ失格により、繰上げでステージ優勝となった)。
- ブエルタ・ア・エスパーニャ総合4位
- 世界自転車選手権個人ロードレース5位。
- 上記の戦績を含め、UCIプロツアー2007ポイントの2位につけていたが、1位であった同年のジロ・デ・イタリア総合優勝者のダニーロ・ディルーカが10月15日、「オイル・フォー・ドラッグ」と言われるドーピング事件に関与していた疑いがもたれたことからイタリアオリンピック委員会から3ヶ月間の出場停止処分を受け、国際自転車競技連合もこれを受けて、ディルーカがこれまで獲得してきたUCIプロツアーポイントを全て剥奪の上、順位も取り消したことから、同制度最終戦となるジロ・ディ・ロンバルディアを前にしてUCIプロツアー2007ランキングの首位に立った。ジロ・ディ・ロンバルディアでは終盤まで優勝争いに絡んで6位に入り、逆転の可能性があったオスカル・フレイレが苦手とする起伏の激しいコースに苦しみ逆転優勝をあきらめて途中棄権したため、エヴァンスの総合優勝が決定した。

### 2008年シーズン
- ブエルタ・ア・アンダルシア 区間1勝(第2)・総合3位
- パリ〜ニース 区間1勝(第4)
- セッティマーナ・インテルナツィオナーレ・ディ・コッピ・エ・バルタリ 区間1勝(第3)・総合優勝
- バスク一周ではアルベルト・コンタドールに次いで総合2位
- 6月に行われたドーフィネ・リベレではアレハンドロ・バルベルデに続き総合2位
- フレッシュ・ワロンヌ 2位
- リエージュ〜バストーニュ〜リエージュ 7位
- ドーフィネ・リベレ 総合2位
- ツール・ド・フランスでは、序盤から安定した走りを見せ、ピレネー越えステージの第10ステージ終了時点で総合首位に立った。しかしアルプス越えステージ第1ラウンドとなる第15ステージにおいて、カルロス・サストレ、シュレク兄弟（フランク・シュレク、アンディ・シュレク）のチームCSC-サクソバンク勢にレースをうまくコントロールされ、サストレや、デニス・メンショフ、ベルンハルト・コールといった総合上位の選手に最後の登りで引き離されただけでなく、その時点で僅差で総合2位につけていたフランク・シュレクからも遅れを取り、マイヨ・ジョーヌを手放してしまった。その後の第17ステージでも頂上ゴールのラルプ・デュエズでサストレのアタックに着いて行けず、さらにタイム差を広げられてしまう。第20ステージの個人タイムトライアルで逆転を狙ったものの、1分34秒差あった総合1位サストレとのタイム差を僅か29秒しか挽回することができず、当年のツール・ド・フランスも総合2位という結果に終わった。
- ジロ・デッレミリア 6位

### 2009年シーズン
- セッティマーナ・インテルナツィオナーレ・ディ・コッピ・エ・バルタリ 区間1勝(第5)・総合2位
- 4月に行なわれたバスク一周では総合4位。
- フレッシュ・ワロンヌ 5位
- ツール・ド・ロマンディ 総合7位
- 6月のドーフィネ・リベレでは、2回行なわれた個人タイムトライアルにおいて、総合優勝のアレハンドロ・バルベルデや、同3位のアルベルト・コンタドールにいずれも先着したものの、モン・ヴァントゥがゴールの第5ステージでバルベルデに総合首位の座を明け渡し、結果、16秒及ばず、前年に引き続き、同レース総合2位に終わった。

- ツール・ド・フランスでは、第4ステージのチームTTでユルヘン・ファンデンブルックの落車が原因で遅れを取ると、その後のアルプス山岳ステージでも連日大きく遅れるなど精彩を欠き、自身ワーストの総合30位に終わっている。

- ミスター2位という座すら追われ、背水の陣で望んだブエルタ・ア・エスパーニャであったが、初の山岳ステージとなった第8ステージでマイヨ・オロを入手するものの、次の第9ステージで3位争いのスプリントに敗れ、2秒差の2位にいたアレハンドロ・バルベルデに1秒先着を許すだけでなくボーナスタイム8秒も加わり9秒を失い2位へ転落する。そのまま2位で勝負所の連続山岳デーに突入、しかし第13ステージでトップ争いをしている中パンクで1分以上を失い、2位から6位まで一気にダウン。その後我慢の走りで第19ステージまでに4位まで復帰、得意のTTで2位浮上を狙うがサムエル・サンチェスに阻まれ3位に終わる。タラレバの話になってしまうがあのパンクさえ無ければトップから32秒差の2位、場合によっては総合優勝も狙えただけに、運の悪さに破れ悔しいブエルタになってしまった。

- 9月27日にスイスのメンドリジオで行われたロード世界選手権2009エリート男子ロードレースで優勝。中盤でアシスト勢が消え、イタリア、スペイン勢に加え地元スイスのファビアン・カンチェラーラ優勢の展開の中、最後の登りで起死回生のアタックを見事成功させ、ミスター2位を返上、マイヨ・アルカンシエルを手にした。

- その後ワンデーではコッパ・サバティーニ、ジロ・ディ・ロンバルディアにて、結果出場4連勝を飾ることとなるフィリップ・ジルベールへの献身的なアシストが光り、自身も上位で完走するなど、前半に比べれば後半はよい形でシーズンオフを迎えることになった。
- ジロ・デッレミリア 4位
- 2009年シーズンをもってサイレンス・ロットから離脱することを10月31日に発表。その後、当時プロフェッショナルコンチネンタルチームだったBMC・レーシングと契約を結んだ。

### 2010年シーズン
- アルカンシエル着用での凱旋となったツアー・ダウンアンダーでは、第5ステージで一時単独逃げを決めるなど果敢な走りで敢闘賞に輝き、総合でも6位に入った。

- ティレーノ〜アドリアティコでは総合3位と安定した走りを見せながらも表彰台の頂点にはなかなか届かなかった。
- クリテリウム・アンテルナシオナル 総合6位
- フレッシュ・ワロンヌで鮮やかなラストスパートを決めて優勝。クラシック初勝利に加えてアルカンシエルを着用しての初勝利ともなった。
- リエージュ〜バストーニュ〜リエージュ 4位
- 5月、2002年以来8年ぶりの参加となったジロ・デ・イタリア第2ステージで総合首位、翌ステージで首位の座を明け渡すも泥だらけとなった第7ステージを勝利[1]。イヴァン・バッソらと総合争いをするが、第19ステージで、バッソ、ニバリ、スカルポーニのアタックに付いていくことができず、3分遅れてゴール。最終的にマリア・ローザのバッソと3分27秒差の総合5位に終わる。また、ポイント賞のジャージが、マリア・ロッソ・パッショーネ（赤いジャージ）へと変更になった元年の大会でもあったが、見事同賞を獲得した。

- ツール・ド・フランスでは、序盤から手堅くレース運びをし、第8ステージ、スタート直後落車に巻き込まれるが、先頭集団に追いつき総合首位に躍り出る[2]。しかし、休日明けの第9ステージ、最終山岳のマドレーヌ峠で集団がペースアップすると遅れはじめ、ライバルのアンディ・シュレック、アルベルト・コンタドールらから8分遅れてゴール。マイヨ・ジョーヌ争いから脱落してしまう。ゴール後、第8ステージの落車で左肘を骨折していたことを明らかにした。その後も怪我に苦しみながら完走し、総合26位に終わる。
- グランプリ・ド・ワロニー 3位
- 連覇を目指したロード世界選手権2010では、常にメイン集団もしくは逃げ集団を追いかける第二集団に属し、終盤ではアタック潰しで集団を引っ張るなど積極的に動いた。ゴール直前の最終局面では20名前後からなるトップ集団にいたものの、度重なるアタック潰しで力尽きていたのかゴールスプリントに加われず17位に沈んだ。

### 2011年シーズン
- ティレーノ〜アドリアティコ 総合優勝 & 区間1勝(第6)。
- カタルーニャ一周 総合8位
- ツール・ド・ロマンディ 総合優勝
- クリテリウム・デュ・ドフィネ 総合2位
- ツール・ド・フランス
  -  総合優勝
  - 区間1勝(第4)
  - 第1ステージから終始総合2〜3位をキープし、第4ステージでアルベルト・コンタドールを制して区間優勝。勝負どころとなった第18ステージ、イゾアール峠でのアンディ・シュレックのアタックを見送る。アンディは先行していたチームメイトのアシストと合流し、一時期エヴァンスと4分半まで差が開くが、アシストがいないエヴァンス自ら追走集団を引っ張り、ガリビエ峠の頂上ゴールではアンディとの遅れを2分強、総合タイムで逆転されるものの差を1分弱に留めた。続く第19ステージではコンタドールが序盤でアタック。アンディ、エヴァンス、総合首位のトマ・ヴォクレールが反応し4人のグループが形成される。エヴァンスはメカトラブルで遅れ、追走集団と合流し、最終山岳のラルプ・デュエズの麓で追いつき、アンディとは同タイムでゴール。山岳ステージを全て終えた第19ステージ終了時点で、総合首位のアンディ・シュレクに57秒差の総合3位で迎えた第20ステージのグルノーブルの個人タイムトライアルにおいて、アンディに2分38秒差をつけて逆転。総合では1分34秒差となり、総合優勝を確定させた。オーストラリア国籍選手としては史上初のツール・ド・フランス総合優勝者となり、また34歳での総合優勝は、第二次世界大戦後に行われたツール・ド・フランスでは最年長記録である。
- UCIワールドツアー 個人総合2位

### 2012年シーズン
- クリテリウム・アンテルナシオナル 総合優勝
- クリテリウム・デュ・ドフィネ
  - ポイント賞
  - 総合3位
  - 区間1勝(第1)
- ツール・ド・フランス 総合7位

### 2013年シーズン
- ツアー・オブ・アルバータ 第4ステージ 優勝
- ツアー・オブ・オマーン 総合3位
- ジロ・デル・トレンティーノ 総合8位
- ジロ・デ・イタリア 総合3位

### 2014年シーズン
- ジロ・デル・トレンティーノ 総合優勝(第1(TTT),3ステージ 優勝)
- ツアー・ダウンアンダー 総合2位(第3ステージ優勝)
- ツアー・オブ・ユタ 総合6位(第6,7ステージ 優勝)
- ジロ・デ・イタリア 総合8位

### 2015年シーズン
- ツアー・ダウンアンダー総合3位をもって引退。

## 特徴
TTで強さを発揮するが、山も登れるというTTスペシャリスト寄りの典型的オールラウンダーである。ただ安定して上位には入るものの、何かしらのアクシデントや勝負所での負けにより1位が取れないという、レイモン・プリドールに並ぶミスター2位となってしまっていた。
もっとも、在籍していたサイレンス・ロットのアシスト陣が脆弱なため、エヴァンスが勝ちきれないと指摘する見方もあった（2009年のNHKのツール・ド・フランスダイジェストより）。そのため、2010年にBMC・レーシングチームに移籍。移籍後はツール・ド・フランスや、その他のUCIワールドツアー対象ステージレースで総合優勝を果たすなど、『ミスター2位』を払拭している。